# Exocitoză

Exocitoză

Exocitoză la o sinapsă.

Exocitoza este procesul prin care celulele transportă proteinele și lipidele nou-sintetizate către membrana celulară. Transportul proteinelor solubile ce vor fi secretate în mediul extracelular și al componentelor membranei celulare are loc în structuri veziculare (~50 nm în diametru) sau tubulare.

## Tipuri
În organismele multicelulare există două tipuri de exocitoză:
1. neconstitutivă, dependentă de Ca2+
2. constitutivă, independentă de Ca2+

Exocitoza ce are loc la sinapsele chimice neuronale este dependentă de Ca2+ și deservește semnalizarea interneuronală. Exocitoza constitutivă are loc în toate celulele și servește fie la eliberarea unor substanțe în afara celulei, fie la livrarea către membrana celulară a unor proteine nou-sintetizate.

## Roluri
Exocitoza e necesară pentru secreția enzimelor, hormonilor și anticorpilor din celule, menținerea și reînnoirea membranei celulare, eliberarea de neurotransmițători din presinapsele neuronale, transportul proteinelor membranare integrale, reacția acrozomală în timpul fertilizării ovulului, prezentarea anticorpilor în timpul răspunsului imun și reciclarea receptorilor membranari. 
Exocitoza e importantă și pentru comunicarea dintre celule (în engleză cell signaling). În cazul sinapsei neuronale, impulsul electric e convertit în informație chimică (eliberarea/secreția unor neurotransmițători) prin intermediul exocitozei.

## Etape ale exocitozei

### 1. Transportul veziculelor de-a lungul fibrelor citoscheletale
Proteinele sintetizate în reticulul endoplasmic sunt transportate în cărăuși veziculari microscopici la aparatul Golgi, unde suferă modificări secundare. La ieșirea din aparatul Golgi, proteinele sunt din nou încorporate în vezicule ce le vor transporta, de-a lungul fibrelor de actină sau tubulină, către periferia celulei. Încorporarea în anumite tipuri de vezicule, ale căror membrane au compoziții unice și specifice, depinde de alcătuirea și structura proteinei în cauză (care îi permite interacțiunea cu o complicată mașinărie ce coordonează aceste procese).

### 2. Capturarea (englezătethering) veziculelor lângă membrana țintă
Odată ajunse lăngă membrana țintă, molecule asociate acesteia interacționează cu molecule asociate membranei veziculare, limitând în acest fel mobilitatea cărăușilor. Acest ancoraj inițial al veziculelor nu este foarte rigid, el permițând mișcarea pe distanțe de aproximativ 100 nm, și este facilitat de complexe macromoleculare.

### 3. Ancorarea (englezădocking) veziculelor la membrane
descrie alăturarea la distanțe mai mici de 5-10 nm și interacțiunea stabilă a unor membrane. Acest proces depinde de un complex (numit SNARE) alcătuit din molecule alungite, care se asociază temporar alcătuind o structură asemănătoare a doi șerpi încolăciți unul în jurul celuilalt, astfel fixând vezicula lângă membrană.

### 4. Condiționarea
Condiționarea (engleză priming) definește modificările locale ce preced fuziunea. Este considerată ca fiind caracteristică unor tipuri specializate de exocitoză, cum ar fi secreția sinaptică.

### 5. Fuziunea
Reprezintă unirea celor două membrane (veziculară și țintă), fiind finalizată fie prin eliberarea conținutului veziculei (enzime, hormoni, neurotransmițători, toxine) în spațiul extracelular, fie de încorporarea unor componente ale membranei veziculare (proteine, lipide) în membrana țintă (de exemplu membrana celulară). Ultimul proces e important pentru menținerea compoziției/dimensiunilor membranei celulare, sau dimpotrivă, pentru schimbarea rapidă a acestora ca răspuns la semnale exterioare. Mai mult, în acest fel se asigură creșterea suprafeței membranei în timpul creșterii.
După fuziune, componente veziculare sunt reciclate către interiorul celulei prin endocitoză.